# Mens porten var lukket
Mens porten var lukket er en dansk film fra 1948. Den bygger dog på den svenske film Medan porten var stängd fra 1946 af Hasse Ekman.
- Manuskript Paul la Cour.
- Instruktion Asbjørn Andersen.

## Medvirkende
- Clara Pontoppidan
- Thorkild Roose
- Mogens Wieth
- Berthe Qvistgaard
- Gunnar Lauring
- Karin Nellemose
- Preben Lerdorff Rye
- Johannes Meyer
- Maria Garland
- Ib Schønberg
- Tove Maës
- William Rosenberg
- Erni Arneson
- Helge Kjærulff-Schmidt
- Asbjørn Andersen
- Henry Nielsen